# 244년

## 연호
- 위(魏) 정시(正始) 5년
- 촉(蜀) 연희(延熙) 7년
- 오(吳) 적오(赤烏) 7년

## 기년
- 위(魏) 소제(少帝) 5년
- 촉(蜀) 후주(後主) 22년
- 오(吳) 대제(大帝) 23년
- 신라(新羅) 조분 이사금(助賁泥師今) 15년
- 고구려(高句麗) 동천왕(東川王) 18년
- 백제(百濟) 고이왕(古爾王) 11년

## 사건
- 위나라의 조상이 한중을 침공했으나 왕평, 비의에게 격퇴됨.
- 위나라 유주자사 관구검 고구려 침입
- 음력 1월, 신라는 이찬 석우로에게 벼슬을 내려 서불한(舒弗邯)으로 삼고, 지병마사(知兵馬事)를 겸하게 하였다.

## 참고 문헌
- 김부식 (1145). 〈권02 조분 이사금 條〉. 《삼국사기》.